# Kwalifikacje rolnicze
Kwalifikacje rolnicze – za czasów obowiązywania art. 160 Kodeksu cywilnego z 1964 roku bezwzględna przesłanka nabycia własności nieruchomości rolnej. Artykuł ten przestał obowiązywać 1 października 1990 roku. Obecnie w polskim ustawodawstwie brak definicji ogólnej kwalifikacji rolniczych. W niektórych aktach szczególnych znajdują się przepisy odnośnie do kwalifikacji rolniczych, jednak tylko na potrzeby regulowanej przez te akty materii.

## Kwalifikacje rolnicze w ustawie o kształtowaniu ustroju rolnego
Ustawa o kształtowaniu ustroju rolnego z 2003 roku (Dz.U. z 2024 r. poz. 432) określa kwalifikacje rolnicze, jakie musi spełnić osoba fizyczna, aby mogła być uznana za rolnika indywidualnego.
Jeśli chodzi o kwalifikacje praktyczne, to dana osoba musi prowadzić gospodarstwo rolne lub w nim pracować przez co najmniej 5 lat. Jeśli chodzi o kwalifikacje teoretyczne, to musi posiadać wykształcenie rolnicze co najmniej zasadnicze albo wykształcenie średnie lub wyższe. Dowody na spełnienie kwalifikacji rolniczej przedstawia się notariuszowi przy sporządzaniu umowy.
Brak kwalifikacji oznacza, że przy zawieranej transakcji prawo pierwokupu posiada Agencja Nieruchomości Rolnych. Wyjątkiem od tej sankcji jest sytuacja, gdy nabywca jest osobą bliską zbywającego.

## Kwalifikacje rolnicze w Rozporządzeniu RM w sprawie szczegółowych warunków i trybu udzielania pomocy finansowej na uzyskiwanie rent strukturalnych objętej planem rozwoju obszarów wiejskich
Rozporządzenie Rady Ministrów w sprawie szczegółowych warunków i trybu udzielania pomocy finansowej na uzyskiwanie rent strukturalnych objętej planem rozwoju obszarów wiejskich z 30 kwietnia 2004 roku wymaga jednej z poniższych kwalifikacji:
- wykształcenie rolnicze średnie lub wyższe,
- wykształcenie wyższe na kierunku nierolniczym i ukończone studia podyplomowe w zakresie związanym z rolnictwem,
- wykształcenie rolnicze zasadnicze zawodowe lub tytuł kwalifikacyjny w zawodzie przydatnym do prowadzenia działalności rolniczej i co najmniej 3 lata pracy w gospodarstwie rolnym,
- wykształcenie średnie lub wyższe na kierunku nierolniczym i co najmniej 3 lata pracy w gospodarstwie rolnym,
- wykształcenie podstawowe lub zawodowe nierolnicze i co najmniej 5 lat pracy w gospodarstwie rolnym.

Niespełnienie kwalifikacji rolniczych skutkuje nieprzyznaniem renty strukturalnej, mimo posiadania 1 hektara użytków rolnych.